# جائحة فيروس كورونا في فرجينيا الغربية 2020
أبلغت ولاية فرجينيا الغربية الأمريكية عن أول حالة مؤكدة ذات صلة بجائحة كوفيد-19 في 17 مارس 2020، لتصبح آخر ولاية تسجل حالة إصابة. مع ذلك، أظهر المريض أعراضًا لعدة أيام قبل هذا الوقت. في 1 أبريل 2020، أبلغت الولاية عن أول وفاة ناتجة عن كوفيد-19.
حتى 3 يونيو 2020، سجلت فيرجينيا الغربية 2077 حالة مؤكدة من كوفيد-19، و78 حالة وفاة بسبب المرض. يقدر المركز الوطني للإحصاءات الصحية حدوث ما بين 99 و434 حالة وفاة إضافية في الولاية حتى 9 مايو 2020.

## خلفية
في 12 يناير 2020، أكدت منظمة الصحة العالمية عن ظهور فيروس كورونا المستجد كسبب للمرض التنفسي الذي أصاب مجموعة من الأشخاص في مدينة ووهان، مقاطعة خوبي، الصين، إذ أُبلغ عنهم إلى منظمة الصحة العالمية في 31 ديسمبر 2019. كانت نسبة الوفيات بين الحالات المُشخصة بكوفيد-19 أقل بكثير من جائحة فيروس سارس في عام 2003، لكن انتقال العدوى كان أكبر، والوفيات أيضًا.

## الخط الزمني
حتى 16 مارس، أجرت الولاية اختبارات لـ 84 حالة مشتبه فيها. أعلنت ولاية فرجينيا الغربية عن تسجيل أول حالة في شبردزتاون في 17 مارس 2020.
حتى 18 مارس، أُعلن عن تسجيل الحالة الثانية. في هذا التاريخ أيضًا، أُجريت اختبارات لـ 148 مواطنًا في فيرجينيا الغربية بحثًا عن الفيروس.
حتى 20 مارس، أكدت فرجينيا الغربية وجود 8 حالات كوفيد-19. في 22 مارس، تواجدت 16 حالة مؤكدة.
وصف مقال نشر في صحيفة واشنطن بوست في 22 مارس الجهود الرامية إلى تنفيذ التباعد الاجتماعي في مقاطعة غرانت.
وقعت أول حالة وفاة في الولاية في 29 مارس في مقاطعة ماريون.

## استجابات الحكومة
في 13 مارس، أعلن الحاكم جيم جاستس إغلاق جميع المدارس في جميع أنحاء الولاية ابتداءً من 16 مارس 2020، لفترة زمنية غير محددة كإجراء استباقي.
في 15 مارس، أعلن رئيس بلدية تشارلستون التابعة لفيرجينيا الغربية، حالة الطوارئ.
في 16 مارس، أعلن الحاكم جاستس حالة الطوارئ.
في 17 مارس، أمر جاستس بإغلاق قاعات الطعام في المطاعم والبارات والكازينوهات حتى 31 مارس.
بحلول 21 مارس، أغلقت العديد من مقاطعات وادي وسط أوهايو محاكمها أمام العامة أو جعلت دخولها محدودًا.
بحلول 22 مارس، حث جاستس سكان فيرجينيا الغربية على البقاء في المنزل قدر الإمكان. أيّد الدكتور كلاي مارش الحاكم جاستس، وهو نائب رئيس جامعة فرجينيا الغربية والعميد التنفيذي للعلوم الصحية. قال مارش إن نيويورك تتعرض لموجة تسونامي من حالات الإصابة بفيروس كورونا، وإذا تمكن سكان فرجينيا الغربية من البقاء في المنزل قدر الإمكان في الأسابيع القليلة المقبلة، فقد تصبح موجة التسونامي أشبه بمسير نهر في فرجينيا الغربية.
«نحن نواجه وباءً بسبب فيروسٍ لا نملك نظامًا مناعيًا قادرًا على الاستجابة له، لذلك لا يمكننا محاربته... إذا فعلنا هذه الأشياء، سنستمر في كوننا القادة. لقد أوضحنا كيف بإمكاننا، كولاية متماسكة، أن نحمي بعضنا البعض ونحمي العاملين في مجال الرعاية الصحية لدينا. بمجرد أن نخسر هذه الفرصة، لن يهم ما نفعله بعد ذلك».
في 23 مارس، أمر الحاكم جاستس بإغلاق الأعمال غير الضرورية على الفور، وأصدر أمرًا بالبقاء في المنزل اعتبارًا من 24 مارس الساعة 8 مساءً.
في 25 مارس، خُصص اليوم للصلاة على مستوى ولاية فيرجينيا الغربية، في قداس مدته 45 دقيقة من أجل الأشخاص المصابين بمرض فيروس كورونا. عقد الحاكم جيم جاستس والمشرف الدكتور دان أندرسون هذا القداس.
في 30 أبريل، أعلن الحاكم جاستس خطة «فيرجينيا الغربية القوية: العودة»، وهي رفع أمر البقاء في المنزل الجاري والانتقال إلى خطة «أكثر أمانًا في المنزل». سوف يُسمح بإعادة فتح الشركات ذات القطاعات المحددة على مدى شهر ونصف بعد 3 مايو 2020، إذا استوفت معايير معينة لاختبار كوفيد-19. سوف يُرفع أمر البقاء في المنزل عن فرجينيا الغربية في الساعة 12:01 صباحًا يوم الاثنين، 4 مايو، وسوف يستبدل ببرنامج «أكثر أمانًا في المنزل»، والذي سوف يشجع السكان بشدة على البقاء في المنزل ولكن لن يجعل ذلك إلزاميًا.

### الاستجابة الفيدرالية
سوف تتلقى ولاية فرجينيا الغربية 5.6 مليون دولار من الأموال الفيدرالية لمواجهة كوفيد-19.

## التأثير على الرياضة
في 12 مارس، ألغت الرابطة الوطنية لرياضة الجامعات جميع بطولات الشتاء والربيع، وأبرزها بطولات القسم الأول لكرة السلة للرجال والنساء، وشمل ذلك الكليات والجامعات على مستوى الولاية. في 16 مارس، ألغت الرابطة الوطنية الرياضية للكليات التحضيرية ما تبقى من مواسم الشتاء بالإضافة إلى مواسم الربيع.